# Ладья и слон против ладьи

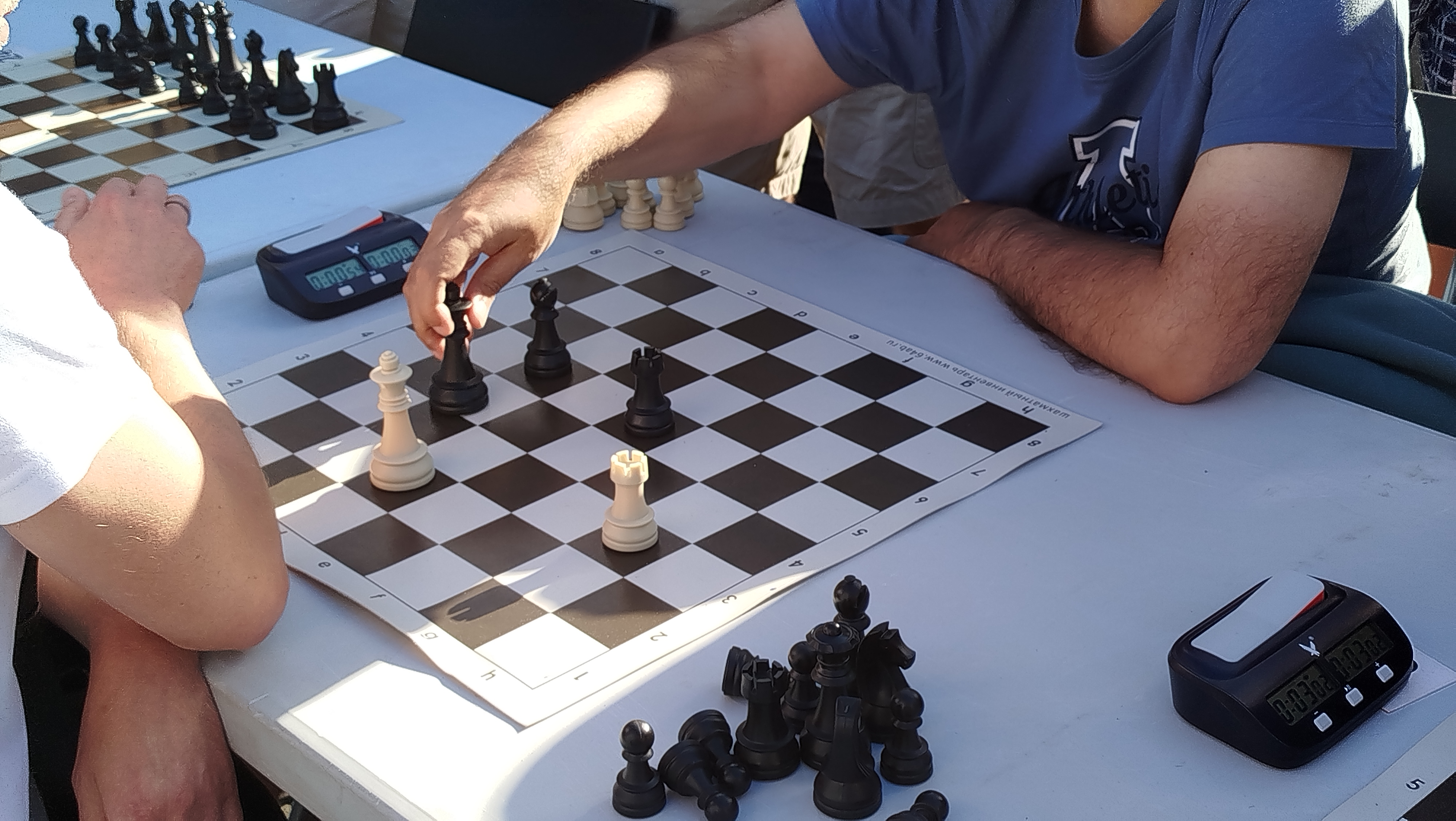
Ладья и слон против ладьи. Москва, «Лужники», 2024 г.

Ладья и слон против ладьи — сложное шахматное окончание, в котором на доске присутствуют: а) у сильнейшей стороны — король, ладья и слон; б) у слабейшей стороны — король и ладья. Пешек на доске нет.

## Оценка окончания
В общем случае, сочетание фигур «ладья и слон против ладьи» представляет собой ничейный материал на доске, окончание считается теоретически ничейным. Однако существует много позиций, когда выигрыш становится достижимым благодаря матовым возможностям. Обычно это происходит, когда король слабейшей стороны прижат к краю доски или сильнейшая сторона может достичь такой позиции. В некоторых случаях для победы сильнейшей стороне требуется более 50 ходов.

## Примеры
|   | a                                                                                     | b                                                                                     | c                                                                                     | d                                                                                     | e                                                                                     | f                                                                                     | g                                                                                     | h                                                                                     |   |
| - | ------------------------------------------------------------------------------------- | ------------------------------------------------------------------------------------- | ------------------------------------------------------------------------------------- | ------------------------------------------------------------------------------------- | ------------------------------------------------------------------------------------- | ------------------------------------------------------------------------------------- | ------------------------------------------------------------------------------------- | ------------------------------------------------------------------------------------- | - |
| 8 | e8 чёрный король · d7 чёрная ладья · e6 белый король · e5 белый слон · c1 белая ладья | e8 чёрный король · d7 чёрная ладья · e6 белый король · e5 белый слон · c1 белая ладья | e8 чёрный король · d7 чёрная ладья · e6 белый король · e5 белый слон · c1 белая ладья | e8 чёрный король · d7 чёрная ладья · e6 белый король · e5 белый слон · c1 белая ладья | e8 чёрный король · d7 чёрная ладья · e6 белый король · e5 белый слон · c1 белая ладья | e8 чёрный король · d7 чёрная ладья · e6 белый король · e5 белый слон · c1 белая ладья | e8 чёрный король · d7 чёрная ладья · e6 белый король · e5 белый слон · c1 белая ладья | e8 чёрный король · d7 чёрная ладья · e6 белый король · e5 белый слон · c1 белая ладья | 8 |
| 7 | e8 чёрный король · d7 чёрная ладья · e6 белый король · e5 белый слон · c1 белая ладья | e8 чёрный король · d7 чёрная ладья · e6 белый король · e5 белый слон · c1 белая ладья | e8 чёрный король · d7 чёрная ладья · e6 белый король · e5 белый слон · c1 белая ладья | e8 чёрный король · d7 чёрная ладья · e6 белый король · e5 белый слон · c1 белая ладья | e8 чёрный король · d7 чёрная ладья · e6 белый король · e5 белый слон · c1 белая ладья | e8 чёрный король · d7 чёрная ладья · e6 белый король · e5 белый слон · c1 белая ладья | e8 чёрный король · d7 чёрная ладья · e6 белый король · e5 белый слон · c1 белая ладья | e8 чёрный король · d7 чёрная ладья · e6 белый король · e5 белый слон · c1 белая ладья | 7 |
| 6 | e8 чёрный король · d7 чёрная ладья · e6 белый король · e5 белый слон · c1 белая ладья | e8 чёрный король · d7 чёрная ладья · e6 белый король · e5 белый слон · c1 белая ладья | e8 чёрный король · d7 чёрная ладья · e6 белый король · e5 белый слон · c1 белая ладья | e8 чёрный король · d7 чёрная ладья · e6 белый король · e5 белый слон · c1 белая ладья | e8 чёрный король · d7 чёрная ладья · e6 белый король · e5 белый слон · c1 белая ладья | e8 чёрный король · d7 чёрная ладья · e6 белый король · e5 белый слон · c1 белая ладья | e8 чёрный король · d7 чёрная ладья · e6 белый король · e5 белый слон · c1 белая ладья | e8 чёрный король · d7 чёрная ладья · e6 белый король · e5 белый слон · c1 белая ладья | 6 |
| 5 | e8 чёрный король · d7 чёрная ладья · e6 белый король · e5 белый слон · c1 белая ладья | e8 чёрный король · d7 чёрная ладья · e6 белый король · e5 белый слон · c1 белая ладья | e8 чёрный король · d7 чёрная ладья · e6 белый король · e5 белый слон · c1 белая ладья | e8 чёрный король · d7 чёрная ладья · e6 белый король · e5 белый слон · c1 белая ладья | e8 чёрный король · d7 чёрная ладья · e6 белый король · e5 белый слон · c1 белая ладья | e8 чёрный король · d7 чёрная ладья · e6 белый король · e5 белый слон · c1 белая ладья | e8 чёрный король · d7 чёрная ладья · e6 белый король · e5 белый слон · c1 белая ладья | e8 чёрный король · d7 чёрная ладья · e6 белый король · e5 белый слон · c1 белая ладья | 5 |
| 4 | e8 чёрный король · d7 чёрная ладья · e6 белый король · e5 белый слон · c1 белая ладья | e8 чёрный король · d7 чёрная ладья · e6 белый король · e5 белый слон · c1 белая ладья | e8 чёрный король · d7 чёрная ладья · e6 белый король · e5 белый слон · c1 белая ладья | e8 чёрный король · d7 чёрная ладья · e6 белый король · e5 белый слон · c1 белая ладья | e8 чёрный король · d7 чёрная ладья · e6 белый король · e5 белый слон · c1 белая ладья | e8 чёрный король · d7 чёрная ладья · e6 белый король · e5 белый слон · c1 белая ладья | e8 чёрный король · d7 чёрная ладья · e6 белый король · e5 белый слон · c1 белая ладья | e8 чёрный король · d7 чёрная ладья · e6 белый король · e5 белый слон · c1 белая ладья | 4 |
| 3 | e8 чёрный король · d7 чёрная ладья · e6 белый король · e5 белый слон · c1 белая ладья | e8 чёрный король · d7 чёрная ладья · e6 белый король · e5 белый слон · c1 белая ладья | e8 чёрный король · d7 чёрная ладья · e6 белый король · e5 белый слон · c1 белая ладья | e8 чёрный король · d7 чёрная ладья · e6 белый король · e5 белый слон · c1 белая ладья | e8 чёрный король · d7 чёрная ладья · e6 белый король · e5 белый слон · c1 белая ладья | e8 чёрный король · d7 чёрная ладья · e6 белый король · e5 белый слон · c1 белая ладья | e8 чёрный король · d7 чёрная ладья · e6 белый король · e5 белый слон · c1 белая ладья | e8 чёрный король · d7 чёрная ладья · e6 белый король · e5 белый слон · c1 белая ладья | 3 |
| 2 | e8 чёрный король · d7 чёрная ладья · e6 белый король · e5 белый слон · c1 белая ладья | e8 чёрный король · d7 чёрная ладья · e6 белый король · e5 белый слон · c1 белая ладья | e8 чёрный король · d7 чёрная ладья · e6 белый король · e5 белый слон · c1 белая ладья | e8 чёрный король · d7 чёрная ладья · e6 белый король · e5 белый слон · c1 белая ладья | e8 чёрный король · d7 чёрная ладья · e6 белый король · e5 белый слон · c1 белая ладья | e8 чёрный король · d7 чёрная ладья · e6 белый король · e5 белый слон · c1 белая ладья | e8 чёрный король · d7 чёрная ладья · e6 белый король · e5 белый слон · c1 белая ладья | e8 чёрный король · d7 чёрная ладья · e6 белый король · e5 белый слон · c1 белая ладья | 2 |
| 1 | e8 чёрный король · d7 чёрная ладья · e6 белый король · e5 белый слон · c1 белая ладья | e8 чёрный король · d7 чёрная ладья · e6 белый король · e5 белый слон · c1 белая ладья | e8 чёрный король · d7 чёрная ладья · e6 белый король · e5 белый слон · c1 белая ладья | e8 чёрный король · d7 чёрная ладья · e6 белый король · e5 белый слон · c1 белая ладья | e8 чёрный король · d7 чёрная ладья · e6 белый король · e5 белый слон · c1 белая ладья | e8 чёрный король · d7 чёрная ладья · e6 белый король · e5 белый слон · c1 белая ладья | e8 чёрный король · d7 чёрная ладья · e6 белый король · e5 белый слон · c1 белая ладья | e8 чёрный король · d7 чёрная ладья · e6 белый король · e5 белый слон · c1 белая ладья | 1 |
|   | a                                                                                     | b                                                                                     | c                                                                                     | d                                                                                     | e                                                                                     | f                                                                                     | g                                                                                     | h                                                                                     |   |

На диаграмме — т. н. позиция Филидора, опубликованная им в его «Анализе шахматной игры» (1749). Белые выигрывают путём 1.Лc8+ (1. Сf6? Лe7+!) Лd8 2.Лc7 Лd2 3.Лb7 Лd1 4.Лg7 Лf1 5.Сg3! Лf3 6.Сd6 Лe3+ 7.Сe5 Лf3 8.Лe7+ Крf8 9.Лc7 Крg8 10.Лg7+ Крf8 11.Лg4 Крe8 (оттянуть конец можно путём 11…Лe3, жертвуя ладью — 12.Лh4 Л:e5+ и т. д.) 12.Сf4 Крf8 13.Сd6+, и мат следующим ходом.
|   | a                                                                                     | b                                                                                     | c                                                                                     | d                                                                                     | e                                                                                     | f                                                                                     | g                                                                                     | h                                                                                     |   |
| - | ------------------------------------------------------------------------------------- | ------------------------------------------------------------------------------------- | ------------------------------------------------------------------------------------- | ------------------------------------------------------------------------------------- | ------------------------------------------------------------------------------------- | ------------------------------------------------------------------------------------- | ------------------------------------------------------------------------------------- | ------------------------------------------------------------------------------------- | - |
| 8 | a8 чёрный король · c8 белый слон · h7 чёрная ладья · d6 белый король · e2 белая ладья | a8 чёрный король · c8 белый слон · h7 чёрная ладья · d6 белый король · e2 белая ладья | a8 чёрный король · c8 белый слон · h7 чёрная ладья · d6 белый король · e2 белая ладья | a8 чёрный король · c8 белый слон · h7 чёрная ладья · d6 белый король · e2 белая ладья | a8 чёрный король · c8 белый слон · h7 чёрная ладья · d6 белый король · e2 белая ладья | a8 чёрный король · c8 белый слон · h7 чёрная ладья · d6 белый король · e2 белая ладья | a8 чёрный король · c8 белый слон · h7 чёрная ладья · d6 белый король · e2 белая ладья | a8 чёрный король · c8 белый слон · h7 чёрная ладья · d6 белый король · e2 белая ладья | 8 |
| 7 | a8 чёрный король · c8 белый слон · h7 чёрная ладья · d6 белый король · e2 белая ладья | a8 чёрный король · c8 белый слон · h7 чёрная ладья · d6 белый король · e2 белая ладья | a8 чёрный король · c8 белый слон · h7 чёрная ладья · d6 белый король · e2 белая ладья | a8 чёрный король · c8 белый слон · h7 чёрная ладья · d6 белый король · e2 белая ладья | a8 чёрный король · c8 белый слон · h7 чёрная ладья · d6 белый король · e2 белая ладья | a8 чёрный король · c8 белый слон · h7 чёрная ладья · d6 белый король · e2 белая ладья | a8 чёрный король · c8 белый слон · h7 чёрная ладья · d6 белый король · e2 белая ладья | a8 чёрный король · c8 белый слон · h7 чёрная ладья · d6 белый король · e2 белая ладья | 7 |
| 6 | a8 чёрный король · c8 белый слон · h7 чёрная ладья · d6 белый король · e2 белая ладья | a8 чёрный король · c8 белый слон · h7 чёрная ладья · d6 белый король · e2 белая ладья | a8 чёрный король · c8 белый слон · h7 чёрная ладья · d6 белый король · e2 белая ладья | a8 чёрный король · c8 белый слон · h7 чёрная ладья · d6 белый король · e2 белая ладья | a8 чёрный король · c8 белый слон · h7 чёрная ладья · d6 белый король · e2 белая ладья | a8 чёрный король · c8 белый слон · h7 чёрная ладья · d6 белый король · e2 белая ладья | a8 чёрный король · c8 белый слон · h7 чёрная ладья · d6 белый король · e2 белая ладья | a8 чёрный король · c8 белый слон · h7 чёрная ладья · d6 белый король · e2 белая ладья | 6 |
| 5 | a8 чёрный король · c8 белый слон · h7 чёрная ладья · d6 белый король · e2 белая ладья | a8 чёрный король · c8 белый слон · h7 чёрная ладья · d6 белый король · e2 белая ладья | a8 чёрный король · c8 белый слон · h7 чёрная ладья · d6 белый король · e2 белая ладья | a8 чёрный король · c8 белый слон · h7 чёрная ладья · d6 белый король · e2 белая ладья | a8 чёрный король · c8 белый слон · h7 чёрная ладья · d6 белый король · e2 белая ладья | a8 чёрный король · c8 белый слон · h7 чёрная ладья · d6 белый король · e2 белая ладья | a8 чёрный король · c8 белый слон · h7 чёрная ладья · d6 белый король · e2 белая ладья | a8 чёрный король · c8 белый слон · h7 чёрная ладья · d6 белый король · e2 белая ладья | 5 |
| 4 | a8 чёрный король · c8 белый слон · h7 чёрная ладья · d6 белый король · e2 белая ладья | a8 чёрный король · c8 белый слон · h7 чёрная ладья · d6 белый король · e2 белая ладья | a8 чёрный король · c8 белый слон · h7 чёрная ладья · d6 белый король · e2 белая ладья | a8 чёрный король · c8 белый слон · h7 чёрная ладья · d6 белый король · e2 белая ладья | a8 чёрный король · c8 белый слон · h7 чёрная ладья · d6 белый король · e2 белая ладья | a8 чёрный король · c8 белый слон · h7 чёрная ладья · d6 белый король · e2 белая ладья | a8 чёрный король · c8 белый слон · h7 чёрная ладья · d6 белый король · e2 белая ладья | a8 чёрный король · c8 белый слон · h7 чёрная ладья · d6 белый король · e2 белая ладья | 4 |
| 3 | a8 чёрный король · c8 белый слон · h7 чёрная ладья · d6 белый король · e2 белая ладья | a8 чёрный король · c8 белый слон · h7 чёрная ладья · d6 белый король · e2 белая ладья | a8 чёрный король · c8 белый слон · h7 чёрная ладья · d6 белый король · e2 белая ладья | a8 чёрный король · c8 белый слон · h7 чёрная ладья · d6 белый король · e2 белая ладья | a8 чёрный король · c8 белый слон · h7 чёрная ладья · d6 белый король · e2 белая ладья | a8 чёрный король · c8 белый слон · h7 чёрная ладья · d6 белый король · e2 белая ладья | a8 чёрный король · c8 белый слон · h7 чёрная ладья · d6 белый король · e2 белая ладья | a8 чёрный король · c8 белый слон · h7 чёрная ладья · d6 белый король · e2 белая ладья | 3 |
| 2 | a8 чёрный король · c8 белый слон · h7 чёрная ладья · d6 белый король · e2 белая ладья | a8 чёрный король · c8 белый слон · h7 чёрная ладья · d6 белый король · e2 белая ладья | a8 чёрный король · c8 белый слон · h7 чёрная ладья · d6 белый король · e2 белая ладья | a8 чёрный король · c8 белый слон · h7 чёрная ладья · d6 белый король · e2 белая ладья | a8 чёрный король · c8 белый слон · h7 чёрная ладья · d6 белый король · e2 белая ладья | a8 чёрный король · c8 белый слон · h7 чёрная ладья · d6 белый король · e2 белая ладья | a8 чёрный король · c8 белый слон · h7 чёрная ладья · d6 белый король · e2 белая ладья | a8 чёрный король · c8 белый слон · h7 чёрная ладья · d6 белый король · e2 белая ладья | 2 |
| 1 | a8 чёрный король · c8 белый слон · h7 чёрная ладья · d6 белый король · e2 белая ладья | a8 чёрный король · c8 белый слон · h7 чёрная ладья · d6 белый король · e2 белая ладья | a8 чёрный король · c8 белый слон · h7 чёрная ладья · d6 белый король · e2 белая ладья | a8 чёрный король · c8 белый слон · h7 чёрная ладья · d6 белый король · e2 белая ладья | a8 чёрный король · c8 белый слон · h7 чёрная ладья · d6 белый король · e2 белая ладья | a8 чёрный король · c8 белый слон · h7 чёрная ладья · d6 белый король · e2 белая ладья | a8 чёрный король · c8 белый слон · h7 чёрная ладья · d6 белый король · e2 белая ладья | a8 чёрный король · c8 белый слон · h7 чёрная ладья · d6 белый король · e2 белая ладья | 1 |
|   | a                                                                                     | b                                                                                     | c                                                                                     | d                                                                                     | e                                                                                     | f                                                                                     | g                                                                                     | h                                                                                     |   |

В настоящее время этот эндшпиль досконально проанализирован с помощью таблиц Налимова. Вот один из примеров. 1.Сf5! Лh4! Сразу проигрывает 1…Лb6+ ввиду 2.Крс7 Кра7 (2…Ла6 3.Лe8+ Кра7 4.Се4) 3.Сd3! и 4.Лa2+ с матом. 2.Сd3! Лf4! Быстро проигрывает 2…Лd4+ или 2…ЛbЗ ввиду 3.Крс7. На 2…Лh5 тоже следует 3.Крс7 Лс5+ 4.Крb6 Лc8 5.Сe4+ Крb8 6.Ла2. Попытка выбраться королём из угла также безуспешна — 2…Крb7 3.Лb2+ Крa7 (или 3…Крс8 4.Сf5+ с матом) 4.Крc7. С поля f4 ладья препятствует белым немедленно захлопнуть ловушку: 3.Крс7 Лf7+ 4.Крb6 Лf6+. 3.Се4+ Кра7 4.Сс6 Лg4. Опять другие ответы ускоряют развязку: 4…Лf6+ 5.Крс7 Лf7+ 6.Сd7 Лf6 7.Се6! Ла6 8.Кре5! и далее 9.Сс8+ и 10.Ла5+. Здесь мы прекращаем комментарий, указывая лишь цепочку лучших ходов с каждой стороны. 5.Крс7 Лg7+ 6.Сd7 Лg6 7.Се6 Лg7+ 8.Крс6 Лg1 9.Ла2+ Крb8 10.Лb2+ Кра8 11.Крb6 Лc1 12.Сf5 ЛcЗ 13.Лb1 Крb8 14.Лb4 ЛаЗ 15.Сd7 Ла2 16.Лh4 Лb2+ 17.Сb5 Лс2 18.Сс4 Лb2+ 19.Крс6 Лс2 20.Лh8+ Кра7 21.Лh7+ Крb8 22.Лb7+ Кра8 23.Лb4 Лg2 24.Сd3 Лg3 25.Лd4 Лf3 26.Сc4 Лh3 27.Лd8+ Кра7 28.Сd5 Лh2 29.Лd7+ Крb8 30.Лb7+ Кра8 31.Лb1 Лc2+ 32.Крb6+ Крb8 33.Се6 Лd2 34.Крс6+ Крa7 35.Лa1+ Крb8 36.Сd5 Лh2 37.Лb1+ Кра7 38.Сe4 Лh6+ 39.Крc5 Лb6. Патовая идея — один из приёмов защиты в этом окончании. Понятно, белые не могут брать ладью из-за пата. 40.Лg1 Ла6 41.Лg8 Ла5+ 42.Крс6 Лh5 43.Лg7+ Кра6 44.Сd5 Лh6+ 45.Крс5 Крa5 46.Лb7. Наконец белые соорудили знаменитую филидоровскую позицию, развязка близка. 46…Кра6 47.Лb8 Кра5 48.ЛbЗ Лh4 49.Сf3 Лf4 50.Сс6 Лf5+ 51.Сd5 Лf4 52.Лb5+ Кра4 53.Лb8 Кра3 54.ЛbЗ+ Кра4 55.ЛеЗ Кра5 56.Се4 Кра4 57.Сс2+ Кра5 58.ЛаЗ+ Ла4 59.Л:а4#. Тонкая работа белых завершилась успешно, хотя и с нарушением правила 50 ходов.
|   | a                                                                                     | b                                                                                     | c                                                                                     | d                                                                                     | e                                                                                     | f                                                                                     | g                                                                                     | h                                                                                     |   |
| - | ------------------------------------------------------------------------------------- | ------------------------------------------------------------------------------------- | ------------------------------------------------------------------------------------- | ------------------------------------------------------------------------------------- | ------------------------------------------------------------------------------------- | ------------------------------------------------------------------------------------- | ------------------------------------------------------------------------------------- | ------------------------------------------------------------------------------------- | - |
| 8 | h8 чёрный король · f6 чёрная ладья · c3 белая ладья · a1 белый король · c1 белый слон | h8 чёрный король · f6 чёрная ладья · c3 белая ладья · a1 белый король · c1 белый слон | h8 чёрный король · f6 чёрная ладья · c3 белая ладья · a1 белый король · c1 белый слон | h8 чёрный король · f6 чёрная ладья · c3 белая ладья · a1 белый король · c1 белый слон | h8 чёрный король · f6 чёрная ладья · c3 белая ладья · a1 белый король · c1 белый слон | h8 чёрный король · f6 чёрная ладья · c3 белая ладья · a1 белый король · c1 белый слон | h8 чёрный король · f6 чёрная ладья · c3 белая ладья · a1 белый король · c1 белый слон | h8 чёрный король · f6 чёрная ладья · c3 белая ладья · a1 белый король · c1 белый слон | 8 |
| 7 | h8 чёрный король · f6 чёрная ладья · c3 белая ладья · a1 белый король · c1 белый слон | h8 чёрный король · f6 чёрная ладья · c3 белая ладья · a1 белый король · c1 белый слон | h8 чёрный король · f6 чёрная ладья · c3 белая ладья · a1 белый король · c1 белый слон | h8 чёрный король · f6 чёрная ладья · c3 белая ладья · a1 белый король · c1 белый слон | h8 чёрный король · f6 чёрная ладья · c3 белая ладья · a1 белый король · c1 белый слон | h8 чёрный король · f6 чёрная ладья · c3 белая ладья · a1 белый король · c1 белый слон | h8 чёрный король · f6 чёрная ладья · c3 белая ладья · a1 белый король · c1 белый слон | h8 чёрный король · f6 чёрная ладья · c3 белая ладья · a1 белый король · c1 белый слон | 7 |
| 6 | h8 чёрный король · f6 чёрная ладья · c3 белая ладья · a1 белый король · c1 белый слон | h8 чёрный король · f6 чёрная ладья · c3 белая ладья · a1 белый король · c1 белый слон | h8 чёрный король · f6 чёрная ладья · c3 белая ладья · a1 белый король · c1 белый слон | h8 чёрный король · f6 чёрная ладья · c3 белая ладья · a1 белый король · c1 белый слон | h8 чёрный король · f6 чёрная ладья · c3 белая ладья · a1 белый король · c1 белый слон | h8 чёрный король · f6 чёрная ладья · c3 белая ладья · a1 белый король · c1 белый слон | h8 чёрный король · f6 чёрная ладья · c3 белая ладья · a1 белый король · c1 белый слон | h8 чёрный король · f6 чёрная ладья · c3 белая ладья · a1 белый король · c1 белый слон | 6 |
| 5 | h8 чёрный король · f6 чёрная ладья · c3 белая ладья · a1 белый король · c1 белый слон | h8 чёрный король · f6 чёрная ладья · c3 белая ладья · a1 белый король · c1 белый слон | h8 чёрный король · f6 чёрная ладья · c3 белая ладья · a1 белый король · c1 белый слон | h8 чёрный король · f6 чёрная ладья · c3 белая ладья · a1 белый король · c1 белый слон | h8 чёрный король · f6 чёрная ладья · c3 белая ладья · a1 белый король · c1 белый слон | h8 чёрный король · f6 чёрная ладья · c3 белая ладья · a1 белый король · c1 белый слон | h8 чёрный король · f6 чёрная ладья · c3 белая ладья · a1 белый король · c1 белый слон | h8 чёрный король · f6 чёрная ладья · c3 белая ладья · a1 белый король · c1 белый слон | 5 |
| 4 | h8 чёрный король · f6 чёрная ладья · c3 белая ладья · a1 белый король · c1 белый слон | h8 чёрный король · f6 чёрная ладья · c3 белая ладья · a1 белый король · c1 белый слон | h8 чёрный король · f6 чёрная ладья · c3 белая ладья · a1 белый король · c1 белый слон | h8 чёрный король · f6 чёрная ладья · c3 белая ладья · a1 белый король · c1 белый слон | h8 чёрный король · f6 чёрная ладья · c3 белая ладья · a1 белый король · c1 белый слон | h8 чёрный король · f6 чёрная ладья · c3 белая ладья · a1 белый король · c1 белый слон | h8 чёрный король · f6 чёрная ладья · c3 белая ладья · a1 белый король · c1 белый слон | h8 чёрный король · f6 чёрная ладья · c3 белая ладья · a1 белый король · c1 белый слон | 4 |
| 3 | h8 чёрный король · f6 чёрная ладья · c3 белая ладья · a1 белый король · c1 белый слон | h8 чёрный король · f6 чёрная ладья · c3 белая ладья · a1 белый король · c1 белый слон | h8 чёрный король · f6 чёрная ладья · c3 белая ладья · a1 белый король · c1 белый слон | h8 чёрный король · f6 чёрная ладья · c3 белая ладья · a1 белый король · c1 белый слон | h8 чёрный король · f6 чёрная ладья · c3 белая ладья · a1 белый король · c1 белый слон | h8 чёрный король · f6 чёрная ладья · c3 белая ладья · a1 белый король · c1 белый слон | h8 чёрный король · f6 чёрная ладья · c3 белая ладья · a1 белый король · c1 белый слон | h8 чёрный король · f6 чёрная ладья · c3 белая ладья · a1 белый король · c1 белый слон | 3 |
| 2 | h8 чёрный король · f6 чёрная ладья · c3 белая ладья · a1 белый король · c1 белый слон | h8 чёрный король · f6 чёрная ладья · c3 белая ладья · a1 белый король · c1 белый слон | h8 чёрный король · f6 чёрная ладья · c3 белая ладья · a1 белый король · c1 белый слон | h8 чёрный король · f6 чёрная ладья · c3 белая ладья · a1 белый король · c1 белый слон | h8 чёрный король · f6 чёрная ладья · c3 белая ладья · a1 белый король · c1 белый слон | h8 чёрный король · f6 чёрная ладья · c3 белая ладья · a1 белый король · c1 белый слон | h8 чёрный король · f6 чёрная ладья · c3 белая ладья · a1 белый король · c1 белый слон | h8 чёрный король · f6 чёрная ладья · c3 белая ладья · a1 белый король · c1 белый слон | 2 |
| 1 | h8 чёрный король · f6 чёрная ладья · c3 белая ладья · a1 белый король · c1 белый слон | h8 чёрный король · f6 чёрная ладья · c3 белая ладья · a1 белый король · c1 белый слон | h8 чёрный король · f6 чёрная ладья · c3 белая ладья · a1 белый король · c1 белый слон | h8 чёрный король · f6 чёрная ладья · c3 белая ладья · a1 белый король · c1 белый слон | h8 чёрный король · f6 чёрная ладья · c3 белая ладья · a1 белый король · c1 белый слон | h8 чёрный король · f6 чёрная ладья · c3 белая ладья · a1 белый король · c1 белый слон | h8 чёрный король · f6 чёрная ладья · c3 белая ладья · a1 белый король · c1 белый слон | h8 чёрный король · f6 чёрная ладья · c3 белая ладья · a1 белый король · c1 белый слон | 1 |
|   | a                                                                                     | b                                                                                     | c                                                                                     | d                                                                                     | e                                                                                     | f                                                                                     | g                                                                                     | h                                                                                     |   |

1. Сb2!

Теперь чёрным надо быть осторожными, чтобы не потерять ладью, например: 1… Крg8 2. Лg3+. Возможные варианты ответа:

1… Лh6 2. Лg3+ Крh7 3. Лg7+ Крh8 4. Крb1!! с выигрышем (не 4. Крa2 Лa6+ 5. Крb1 Лa1+ с «бешеной ладьёй»)

1… Лg6 2. Лc8+ и 3. Лh8×

и ещё два варианта, симметричных относительно диагонали a1-h8 (1… Лf8 и 1… Лf7).